# Frederick Kynaston Barnes
Frederick Kynaston Barnes (* 11. Februar 1828 in Pembroke; † 29. August 1908 in Llandrindod Wells) war ein britischer Schiffbauingenieur.

## Leben
Der 1828 geborene Frederick K. Barnes zählt zu den großen Schiffskonstrukteuren des Vereinigten Königreichs. Zunächst durchlief der junge Barnes seine Lehrjahre als Schiffbauer auf der Werft seiner Geburtsstadt Pembroke. 1848 wurde er als einer der ersten Studenten für die im selben Jahr von Joseph Woolley gegründete Schule für Mathematik und Schiffbau ausgewählt. Schon bald wurden seine herausragenden mathematischen Fähigkeiten offenbar und im dritten Jahr erhielt er den Preis der Admiralität. Barnes verließ die Schule 1852 mit Auszeichnung und begann 1853 im Konstruktionsamt der britischen Admiralität, wo er unter der Leitung von Edward James Reed mit Nathaniel Barnaby arbeitete. Deren gemeinsame Arbeit führte unter der Förderung von John Scott-Russell 1864 zur Gründung der Königlichen Schule für Schiffbau und Schiffsmaschinenbau. Reed, Barnaby und Barnes erkannten seinerzeit den konstruktionsbedingten Nachteil des geringen Stabilitätsumfangs des aufkommenden Monitor-Kriegsschiffstyps und Barnes beschäftigte sich nach dem Untergang der HMS Captain, 1870 in einem Schlechtwetter intensiv mit Fragen der Schiffsstabilität. Er beschrieb als erster die korrekte Bestimmung der Metazentrischen Höhe in Abhängigkeit vom Krängungswinkel. Er fand erstmals ein in der Attwoodschen Formel einfach anzuwendendes Verfahren zur Berechnung der Momente der ein- und austauchenden Keilstücke eines Schiffes, welches viele Jahre zur Berechnung britischer Kriegsschiffe angewendet wurde. Darüber hinaus erforschte er das zu erwartende Verhalten von Schiffen mit teilgefüllten inneren Abteilungen und behandelte als erster den Effekt der Freien Oberflächen. Nachdem Barnaby Reeds Nachfolger wurde,  zeichneten beide für den Entwurf des Großteils aller Kriegsschiffe dieses Zeitabschnitts verantwortlich. Nach der Umorganisierung des Konstruktionsamtes arbeiteten Barnaby und Barnes im Verwaltungsamt der Marinewerften und 1885 übernahm Barnes die Leitung des ausscheidenden Barnaby. Schon 1886 ließ sich Barnes allerdings aus gesundheitlichen Gründen pensionieren.
Barnes arbeitete unter anderem mit William Rankine am Standardwerk Treatise of Shipbuilding mit und er zählte am 1. Januar 1860 zu den Gründern der bis heute bestehenden Institution of Naval Architects als dessen Vizepräsident er zuletzt wirkte. Er starb am 29. August 1908 in Llandrindod Wells.

## Schriften
- An Account of Experiments performed on Board of some of Her Majesty's Ships in 1855, 1856 and 1857, for the purpose of ascertaining the Heights of their Centre of Gravity, Transactions of the Institution of Naval Architects, Vol. 1, London 1860
- On a New Method of Calculating the Statical and Dynamical Stabilities of Ships, Transactions of the Institution of Naval Architects, Vol. 2, London 1861
- On Water-Fight Compartments in Iron Ships, as Affording Security against Founderung, Transactions of the Institution of Naval Architects, Vol. 8, London 1867